# ليزا ليزا
ليزا ليزا (بالإنجليزية: Lisa Lisa)‏ هي موسيقية أمريكية، ولدت في 1967 في نيويورك في الولايات المتحدة.

## وصلات خارجية
- ليزا ليزا على موقع IMDb (الإنجليزية)
- ليزا ليزا على موقع ميوزك برينز (الإنجليزية)
- ليزا ليزا على موقع إن إن دي بي (الإنجليزية)
- ليزا ليزا على موقع ديسكوغز (الإنجليزية)
- ليزا ليزا على موقع قاعدة بيانات الفيلم (الإنجليزية)